# Шумахер, Элизабет
Элизабет Шумахер (нем. Elisabeth Schumacher, урожд. Элизабет Хохенемзер нем. Elisabeth Hohenemser; 28 апреля 1904 года, Дармштадт, Германия — 22 декабря 1942 года, Берлин, Германия) — немецкая художница, антифашистка, член движения Сопротивления во время Второй мировой войны, член организации «Красная капелла».

## Биография
Элизабет Хохенемзер была дочерью инженера Фрица Хохенемзера, происходившего из семьи евреев-банкиров из Франкфурта. Её мать была христианкой из Майнингена. В 1914 году семья переехала из Страсбурга во Франкфурт-на-Майне. Вскоре после переезда отца призвали в армию, где он погиб как солдат на фронте Первой мировой войны. С матерью, братьями и сестрами Элизабет переехала Майнинген.
С 1921 года вернулась во Франкфурт, где с перерывами до 1925 года обучалась в художественной школе в городе Оффенбах-на-Майне. До 1928 года работала в студии декоративно-прикладного искусства, а затем до 1933 года в Берлине в Государственной объединённой школе свободного и прикладного искусств в классе графики у Эрнста Бёма. После окончания института работала в Государственном музее промышленной безопасности в Берлине, где познакомилась с Либертас Хаас-Хайе. В связи с Нюрнбергскими законами была признана «наполовину еврейкой», из-за чего потеряла работу.
В 1934 году вышла замуж за скульптора Курта Шумахера. Пара присоединились к друзьям, Либертас и Харро Шульце-Бойзенам, вместе с которыми участвовали в акциях антинацистской организации, получившей название «Красная капелла». Во время гражданской войны в Испании секретные документы немецких военно-воздушных сил Харро Шульце-Бойзен передал для копирования Элизабет Шумахер. Кроме того, они вместе участвовали в распространении листовок и документов о преступлениях нацистского режима.
Элизабет Шумахер в листовках выступала в защиту членов еврейской общины Германии от депортации. Вместе с мужем весной 1941 года пыталась предупредить Советский Союз о нападении Германии. На Пасху 1942 года она и Филипп Шеффер пытались спасти от самоубийства её дядю по линии отца и его жену, Рихарда и Алису Хохенемзер, но попытка не удалась. В августе 1942 года в квартире Курта и Элизабеты Шумахеров скрывался коммунист и советский разведчик Альберт Хёсслер.

### Арест и казнь
В 1942 году, после расшифровки радиограммы с некоторыми именами участников движения Сопротивления, гестапо начало аресты. 12 сентября 1942 года в своей квартире была арестована и Элизабет Шумахер. Как и мужа, 19 декабря 1942 года Имперский военный трибунал признал её виновной в «заговоре с целью совершения переворота», в «государственной измене» и других политических преступлениях, за которые приговорил к высшей мере наказания.
Элизабет Шумахер была обезглавлена в тюрьме Плётцензее в Берлине 22 декабря 1942 года.